# Línea Zafra-Jerez de los Caballeros
La línea Zafra-Jerez de los Caballeros es una línea ferroviaria española de 46,7 kilómetros. Discurre entre las poblaciones de Zafra y Jerez de los Caballeros, en la provincia de Badajoz. No cuenta con servicios regulares de viajeros desde 1969. Fue concebida originalmente con el objetivo de prolongarse hasta Villanueva del Fresno y se consideró incluso una conexión con el ramal de Reguengos portugués, proyectos que no llegaron a completarse. Según la catalogación de Adif, es la línea 514 de la Red Ferroviaria de Interés General.

## Historia
En el plan de ferrocarriles secundarios de 1908 se incluyó una línea de Zafra a Villanueva, pasando por Jerez de los Caballeros y de 85 kilómetros de longitud. La clasificación como «ferrocarril secundario» implicaba que en principio tendría que construirse en ancho métrico.

### Concesión
En 1917 se buscan, mediante un concurso, proyectos para la construcción de la línea ferroviaria entre Zafra y Villanueva del Fresno, considerada de interés estratégico. La línea tendría que construirse en ancho ibérico, con radios en curvas de más de 400 metros y pendientes máximas de 15 milésimas. También se estipulaban condiciones con respecto a las capacidades de transporte de tropas y artillería por la línea. A pesar de contar con un plazo inicial hasta el 6 de noviembre, prolongado hasta el 6 de febrero de 1918, no es hasta 1928 cuando se aprueba el proyecto presentado por el ingeniero de caminos Jesús Martín Buitrago.
Tras la subasta realizada el 10 de abril de 1929, en la que se desestima la oferta de la Sociedad Metropolitana de Construcción al sobrepasar el límite de subvención por kilómetro establecido, la concesión es otorgada al peticionario inicial de la concesión, José Benjumea y Zayas. Posteriormente, el 4 de abril de 1931 se autorizaba el traspaso de la concesión de la línea entre Zafra y Villanueva del Fresno a la «Compañía del Ferrocarril de Zafra a Portugal». Debido a los conflictos sociales de la época, la construcción de la línea era también de interés para la creación de puestos de trabajo.

### Conexión internacional
Anteriormente, en 1884, se había propuesto conectar Évora, en Portugal, con Zafra, cruzando la frontera en las inmediaciones de Cheles. Este proyecto fue descartado en 1902. La conexión internacional entre Villanueva del Fresno y Reguengos fue objeto de discusión en la conferencia Hispano-Lusitana de mayo de 1928, pero no llegó a tomarse ninguna decisión firme, posiblemente por el riesgo de facilitar una invasión militar. La línea concedida en 1929 llegaría en Villanueva del Fresno a ocho kilómetros de la frontera.

### Construcción
En marzo de 1936 ya estaba acabado el tramo entre Zafra y Burguillos del Cerro. Estaba previsto que el tramo hasta Jerez de los Caballeros se completara ese mismo año y el tramo hasta Villanueva del Fresno en 1937. La sección entre Zafra y Jerez de los Caballeros fue puesta en servicio en noviembre de 1936, ya empezada la guerra civil española. La explotación fue adjudicada inicialmente a la Compañía del Ferrocarril de Zafra a Huelva. La sección entre Jerez de los Caballeros y Villanueva del Fresno nunca llegó a completarse al iniciarse la guerra civil, a pesar de encontrarse las obras en 1936 en una fase avanzada. El gobierno anunció en 1952 poner a disposición 75 millones de pesetas para completar la línea hasta Villanueva del Fresno, sin éxito. 
El Consejo de Ministros acordó en 1984 abandonar definitivamente la construcción del tramo hasta Villanueva del Fresno. Permanecen restos de las obras de esta sección, incluyendo los edificios de las estaciones de Oliva de la Frontera y Villanueva del Fresno.

### Nacionalización
En 1941, la línea fue nacionalizada e incluida en la red de RENFE, junto con el resto de las líneas ferroviarias de ancho ibérico en España. El tráfico de viajeros entre Zafra y Jerez de los Caballeros fue suspendido en 1968, contando únicamente con tráfico de mercancías desde ese momento. Desde el 1 de enero de 2005, la infraestructura es titularidad de Adif.

## Características
Parte de la estación de Zafra, punto en la que se separara de las líneas Mérida-Los Rosales y Zafra-Huelva. Discurre a través de tres cargaderos en Alconera (Cementos Balboa), Burguillos del Cerro y Llanos de la Granja, antes de llegar a Jerez de los Caballeros. La línea es de vía única en ancho ibérico, y no está electrificada. Tiene una longitud de 46,7 kilómetros y una rampa máxima de 17 milésimas. Cuenta con cuatro túneles en su recorrido, siendo el más largo el de Alconera con una longitud de 936 metros.

## Estaciones
Esta lista es actualizada periódicamente por un bot usando los contenidos de Wikidata, por lo que cualquier cambio manual se perderá.
| Nombre                              | Municipio               | Coordenadas                                                   | Estado | Wikidata   | Commons                               | Imagen |
| ----------------------------------- | ----------------------- | ------------------------------------------------------------- | ------ | ---------- | ------------------------------------- | ------ |
| estación de Zafra                   | Zafra                   | 38°24′50″N 6°24′19″O / 38.4139, -6.40541                      |        | Q5847551   | Zafra train station                   |        |
| estación de Jerez de los Caballeros | Jerez de los Caballeros | 38°19′21″N 6°47′01″O / 38.322379101235605, -6.783635560119466 |        | Q102075260 | Jerez de los Caballeros train station |        |
| estación de Alconera                | Alconera                | 38°22′48″N 6°28′52″O / 38.38005555555556, -6.481194444444444  |        | Q130332791 |                                       |        |
| estación de Burguillos del Cerro    | Burguillos del Cerro    | 38°22′30″N 6°35′33″O / 38.37502777777778, -6.592472222222222  |        | Q130332795 |                                       |        |
| estación de Llanos de la Granja     | Jerez de los Caballeros | 38°20′07″N 6°43′10″O / 38.335388888888886, -6.719416666666667 |        | Q130332811 |                                       |        |